# Francesco Madonia
Francesco Madonia detto Ciccio, (Palermo, 31 marzo 1924 – Napoli, 13 marzo 2007) è stato un mafioso italiano, boss mafioso dell'area Resuttana-San Lorenzo-Pallavicino a Palermo. Nel 1978 entrò a far parte della Commissione di Cosa Nostra.

## Biografia
Secondo il collaboratore di giustizia Francesco Marino Mannoia, Madonia venne affiliato in Cosa Nostra dopo la Strage di Viale Lazio, dove venne ucciso il boss Michele Cavataio detto Il Cobra, per aver dato rifugio ai killer. Nel 1970 Madonia divenne l'indiscusso capo della Famiglia di Resuttana, sostituendo Antonino Matranga, ucciso a Milano, e appoggiò fortemente i Corleonesi durante la Seconda guerra di mafia tra il 1981 e il 1984. Nel 1987, durante il Maxiprocesso di Palermo, fu condannato all'ergastolo per diversi omicidi in quanto membro di spicco della "Commissione", ma continuò a guidare il clan mafioso dal carcere, anche attraverso i suoi figli: 
- Antonino detto "Nino" (classe 1952), esecutore materiale degli omicidi Bontate, Inzerillo, Bosio, La Torre, dalla Chiesa, Riccobono, Chinnici e Cassarà nonché della strage della circonvallazione e del fallito attentato all'Addaura, venne arrestato nel 1989[1];
- Giuseppe (classe 1954), arrestato nel 1980 come esecutore materiale dell'omicidio del capitano dei carabinieri Emanuele Basile[2];
- Salvatore detto "Salvuccio" (classe 1956), condannato per aver ucciso l'imprenditore Libero Grassi;
- Aldo detto "il farmacista" perché laureato in farmacia (classe 1964), arrestato nel 1991 per traffico internazionale di droga ma poi assolto[3][4][5]. È stato arrestato a novembre del 2008 nell'ambito dell'indagine Rebus dei Carabinieri del ROS, ma tuttora risulta assolto e in libertà[6].

Nel 1971 Madonia e il figlio Antonino vennero arrestati perché vennero trovati nel fondo Gravina di Pallavicino (di sua proprietà) 400 candelotti di dinamite, alcuni dei quali vennero utilizzati negli attentati dinamitardi contro enti e uffici pubblici di Palermo durante la notte di Capodanno del 1970.
Fu arrestato nuovamente nel 1987 dopo alcuni anni di latitanza insieme ai figli Antonino e Giuseppe ma, nonostante l'ergastolo inflittogli in primo grado al maxiprocesso di Palermo, Madonia trascorse diversi mesi ricoverato all'Ospedale Civico di Palermo perché gli venne diagnosticata un'ipertensione, fatto che suscitò clamore e polemiche tanto da far intervenire l'allora ministro della Giustizia Giuliano Vassalli.
Nel marzo 1993 la moglie di Aldo Madonia, la farmacista Carla Cottone, venne ospitata in una puntata del Maurizio Costanzo Show, dove, intervistata, si dissociava da Cosa Nostra per difendere il marito, dichiarando di non conoscerne addirittura i parenti. Due mesi dopo, Maurizio Costanzo rimase vittima di un attentato dinamitardo in via Fauro a Roma ma riuscì a salvarsi.

### Morte
Morì il 13 marzo 2007, in un ospedale penitenziario a Napoli dove stava scontando la sua pena secondo le severe clausole riportate nell'articolo 41 bis.

## Sentenze
- Nel 1987, al Maxiprocesso di Palermo, Madonia venne condannato in primo grado all'ergastolo come mandante di numerosi delitti (omicidi Di Cristina, Bontate, Inzerillo, Zucchetto, tentato omicidio di Contorno, sterminio dei parenti di Buscetta, Contorno e Giovannello Greco ecc..) insieme a Totò Riina, Bernardo Provenzano, Michele Greco e altri[16][17].
- Nel 1992, Madonia venne condannato all'ergastolo, insieme al figlio Giuseppe e al boss Salvatore Riina, per l'omicidio del capitano Emanuele Basile[18].
- Nel 1994, Madonia è nuovamente ergastolano per l'omicidio dei 3 pentiti Salvatore Anselmo, Mario Coniglio e Leonardo Vitale e per quello di Pietro Busetta, un cognato di Tommaso Buscetta insieme a Salvatore Riina, Bernardo Provenzano, Bernardo Brusca, Michele Greco e Giuseppe Calò[19][20].
- Nel 1995, nel processo per la strage della circonvallazione, per gli omicidi dei commissari Beppe Montana e Ninni Cassarà, venne condannato all'ergastolo insieme a Michele Greco, Bernardo Brusca, Salvatore Riina e Bernardo Provenzano.
- Seguì il processo per gli omicidi di Piersanti Mattarella, Pio La Torre, di Rosario Di Salvo e Michele Reina, nel quale gli venne inflitto un ulteriore ergastolo insieme a Michele Greco, Bernardo Brusca, Bernardo Provenzano, Totò Riina, Giuseppe Calò e Nenè Geraci[21][22].
- Lo stesso anno, nel processo-stralcio del Maxiprocesso per la strage della circonvallazione, per gli omicidi del generale Carlo Alberto dalla Chiesa, di sua moglie Emanuela Setti Carraro, del suo autista Domenico Russo, del capo della mobile Boris Giuliano e del professor Paolo Giaccone, Madonia venne condannato all'ergastolo insieme a Bernardo Provenzano, Salvatore Riina, Giuseppe Calò, Bernardo Brusca, Nenè Geraci e Francesco Spadaro[23].
- Nel 1996, per l'omicidio del giudice Antonino Saetta e il figlio Stefano, Madonia venne condannato all'ergastolo insieme al boss Salvatore Riina[24].
- Nel 1997, nel processo per la strage di Capaci, in cui vennero uccisi il magistrato Giovanni Falcone, la moglie Francesca Morvillo e la scorta (Antonio Montinaro, Vito Schifani, Rocco Dicillo), Madonia venne condannato all'ergastolo insieme ai boss Pietro Aglieri, Bernardo Brusca, Giuseppe Calò, Raffaele Ganci, Nenè Geraci, Benedetto Spera, Nitto Santapaola, Bernardo Provenzano, Salvatore Riina, Salvatore Montalto, Giuseppe Graviano e Matteo Motisi[25][26][27].
- Lo stesso anno, nel processo per l'omicidio del giudice Cesare Terranova, Madonia ricevette un altro ergastolo insieme a Michele Greco, Bernardo Brusca, Giuseppe Calò, Nenè Geraci, Salvatore Riina e Bernardo Provenzano[28].
- Nel 1998, nel processo per l'omicidio del politico Salvo Lima, venne condannato all'ergastolo insieme a Salvatore Riina, Bernardo Brusca, Pippo Calò, Giuseppe Graviano, Pietro Aglieri, Salvatore Montalto, Giuseppe Montalto, Salvatore Buscemi, Nenè Geraci, Raffaele Ganci, Giuseppe Farinella, Benedetto Spera, Antonino Giuffrè, Salvatore Biondino, Michelangelo La Barbera, Simone Scalici e Salvatore Biondo mentre Salvatore Cancemi e Giovanni Brusca vennero condannati a 18 anni e i collaboratori di giustizia Francesco Onorato e Giovan Battista Ferrante (che confessarono il delitto) vennero condannati a 13 anni come esecutori dell'assassinio[29].
- Nel 1999, venne condannato all'ergastolo nel processo denominato Borsellino bis come mandante per la strage di via D'Amelio, in cui persero la vita il giudice Paolo Borsellino e cinque dei suoi uomini di scorta (Emanuela Loi, Agostino Catalano, Vincenzo Li Muli, Walter Eddie Cosina e Claudio Traina). Insieme a lui vengono condannati, alla stessa pena, i boss Pietro Aglieri, Salvatore Riina, Carlo Greco, Giuseppe Graviano, Gaetano Scotto e Francesco Tagliavia[30].
- Nel 2000, venne condannato a 26 anni per l'attentato dell'Addaura insieme al figlio Antonino e ai boss Totò Riina e Salvatore Biondino[31].
- Nel 2002, la Corte d'Assise di Caltanissetta condannò Madonia all'ergastolo per l'omicidio del giudice Rocco Chinnici insieme al figlio Antonino e ai boss Bernardo Provenzano, Raffaele Ganci, Salvatore Riina, Salvatore Buscemi, Nenè Geraci, Giuseppe Calò, Salvatore e il figlio Giuseppe Montalto, Stefano Ganci e Vincenzo Galatolo[32][33][34].
- Nel 2006, Madonia è stato condannato in appello all'ergastolo per l'omicidio dell'imprenditore Libero Grassi insieme al figlio Salvatore, Bernardo Provenzano e tutta la Cupola. Ma lui non potette essere condannato in via definitiva nel 2008 perché era già morto.

### Assoluzioni
- Nel 2001, venne condannato a 30 anni per l'omicidio del giornalista Mario Francese insieme ai boss Salvatore Riina, Nenè Geraci, Giuseppe Farinella, Michele Greco, Pippo Calò e Leoluca Bagarella[35]. Ma poi venne assolto insieme a Pippo Calò e Giuseppe Farinella.